# Сосново (Волосовский район)
Сосно́во — деревня в Рабитицком сельском поселении Волосовского района Ленинградской области.

## История
На карте Ингерманландии А. И. Бергенгейма, составленной по шведским материалам 1676 года, упоминается как деревня Sosna.
На шведской «Генеральной карте провинции Ингерманландии» 1704 года — как Sossna.
Как деревня Сосуа она обозначена на «Географическом чертеже Ижорской земли» Адриана Шонбека 1705 года.
Деревня Сосна упомянута на карте Ингерманландии А. Ростовцева 1727 года.
Деревня Соснова упоминается на карте Санкт-Петербургской губернии Я. Ф. Шмидта 1770 года.
На карте Санкт-Петербургской губернии Ф. Ф. Шуберта 1834 года она обозначена как деревня Соснова.

СОСНОВА — деревня принадлежит Логиновой, подполковнице, число жителей по ревизии: 33 м. п., 58 ж. п. (1838 год)

На карте профессора С. С. Куторги 1852 года деревня не обозначена.

СОСНОВО — деревня господ Хитрово, по просёлочной дороге, число дворов — 10, число душ — 33 м. п. (1856 год)

СОСНОВО — деревня владельческая при речке Сосновке, по просёлочной дороге из селения Ящеры, число дворов — 15, число жителей: 40 м. п., 49 ж. п. (1862 год)

Согласно карте из «Исторического атласа Санкт-Петербургской Губернии» 1863 года деревня называлась Соснова.
В конце XIX — начале XX века деревня административно относилась к Сосницкой волости 2-го стана Царскосельского уезда Санкт-Петербургской губернии.
По данным «Памятной книжки Санкт-Петербургской губернии» за 1905 год участок земли при деревне Сосново площадью 1245 десятин принадлежал «Товариществу фирмы Громов и К°».
С 1917 по 1923 год деревня Сосново входила в состав Сосновского сельсовета Сосницкой волости Детскосельского уезда.
С 1923 года в составе Троцкого уезда.
Согласно данным переписи населения СССР 1926 года в деревне Сосново Репольского сельсовета Сосницкой волости проживали 258 человек — большинство русские, а также эстонцы.
С 1927 года в составе Волосовского района.
С 1928 года в составе Верестского сельсовета.
По данным 1933 года деревня Сосново входила в состав Верестского сельсовета Волосовского района.

Деревня Сосново на карте 1940 года

Согласно топографической карте РККА 1940 года деревня насчитывала 54 двора. В 1940 году население деревни Сосново составляло 380 человек.
Деревня была освобождена от немецко-фашистских оккупантов 5 февраля 1944 года.
С 1954 года в составе Сосницкого сельсовета.
В 1958 году население деревни Сосново составляло 100 человек.
С 1963 года в составе Кингисеппского района.
С 1965 года вновь в составе Волосовского района.
По данным 1966 и 1973 годов деревня Сосново также находилась в составе Сосницкого сельсовета.
По данным 1990 года деревня Сосново находилась в составе Изварского сельсовета.
В 1997 году в деревне Сосново проживали 4 человека, деревня относилась к Изварской волости, в 2002 году — 19 человек (русские — 74 %), в 2007 году — 8 человек.
В мае 2019 года Изварское сельское поселение вошло в состав в Рабитицкого сельского поселения.

## География
Деревня расположена в юго-восточной части района на автодороге 41К-013 (Жабино — Вересть).
Расстояние до административного центра поселения — 16 км.
Расстояние до ближайшей железнодорожной станции Волосово — 31 км.
Через деревню протекает река Сосновка.

## Демография
| 1862 | 2002 | 2007 | 2010 | 2017 |
| ---- | ---- | ---- | ---- | ---- |
| 89   | ↘19  | ↘8   | ↗16  | ↗18  |

### Национальный состав
Согласно данным Всероссийской переписи населения 2021 года в деревне проживали 23 человека, из них:
 русские — 21, азербайджанцы — 1, грузины — 1 человек.